# Schaffhausen (kanton)
Schaffhausen (Duits: Schaffhausen; Frans: Schaffhouse; Italiaans: Sciaffusa; Reto-Romaans: Schaffusa; Engels: Schaffhausen) is het meest noordelijke kanton van Zwitserland.
De inwoners van het kanton zijn 50,6% gereformeerd en 24,3% rooms-katholiek.

## Geografie
Het kanton ligt vrijwel geheel op de noordelijke rechteroever van de Rijn en bestaat uit drie afzonderlijke gebieden die alleen via andere kantons (Zürich en Thurgau) of via Duitsland met elkaar in verbinding staan. In het centrale gedeelte van Schaffhausen ligt bovendien een Duitse exclave: Büsingen.
Een uitloper van de Jura verleent het kanton Schaffhausen een heuvelachtig karakter (344 - 912 meter hoog).
In het zuiden ligt een vruchtbaar vlak dal, de Klettgau, dat ongeveer 50.000 jaar geleden door de Oerrijn is gevormd.

## Demografische evolutie van het kanton
Bron: https://www.bfs.admin.ch/bfs/de/home/statistiken/bevoelkerung/stand-entwicklung.assetdetail.32229209.html

## Talen
Moedertaal (2000):
- Duits: 87,6%
- Italiaans: 2,6%
- Servo-Kroatisch: 2,5%
- andere talen: 7,3%

20,5% van de bevolking van het kanton heeft geen Zwitsers paspoort (2003).

## Economie
De economie bestaat voornamelijk uit handel en reparatiewerkzaamheden. Een andere sterke tak is gezondheid en diergeneeskunde. De voorheen sterke economische takken metaal en machinebouw zijn sterk achteruitgegaan.

## Plaatsen en gebieden
Meer dan 5000 inwoners hebben (2023):
- Schaffhausen, de hoofdstad, met 38.666 inwoners
- Neuhausen am Rheinfall, met 11.213 inwoners

## Toerisme
De grootste waterval van Europa de Rheinfall in Schaffhausen bevindt zich in kanton Schaffhausen. Schaffhausen en Stein am Rhein hebben een mooie oude binnenstad. Er is wijnbouw en men kan de wijn ook in de verschillende kelders proeven. Men kan hier goed wandelen en fietsen of op de Rijn of het Bodenmeer een rondvaart maken.
Bezienswaardigheden zijn het kasteel Munot in de stad Schaffhausen en kasteel Hohenklingen in Stein am Rhein, het vroegere Benedictijner klooster Allerheiligen in Schaffhausen en het voormalig klooster St Georgen in Stein am Rhein.

## Districten
In kanton Schaffhausen zijn er geen districten. Het gebied is opgedeeld in 27 gemeenten.

## Geschiedenis
Schaffhausen wordt voor de eerste keer genoemd in 1045 onder de naam Scafhusun. In 1049 werd daar de abdij Allerheiligen gesticht door graaf Eberhard van Nellenburg. Onder de vleugels van de abdij ontwikkelde zich de stad Schaffhausen. In 1218 kwam de voogdij over klooster en stad onder keizer Frederik II aan het Heilige Roomse Rijk. Hiermee was de stad min of meer rijksvrij.
In 1501 werd de stad volledig lid van het Zwitsers Eedgenootschap. De heerlijkheid Neunkirch-Hallau werd in 1523 in bezit genomen, waarna het prinsbisdom Konstanz in 1525 afstand van zijn rechten deed. Dit was na het Mundat het tweede gebied dat volledig onder de landshoogheid van de stad viel. De reformatie werd in 1529 ingevoerd en betekende het einde van de abdij Allerheiligen en zijn politieke rechten.
De Westfaalse Vrede van 1648 maakte de stad definitief onafhankelijk van het Heilige Roomse Rijk. In 1657 deed de graaf van Sulz afstand van zijn rechten in de dorpen die de stad in de Klettgau bezat. Hierdoor kwamen deze dorpen definitief bij Zwitserland. In 1723 kon de stad na lange onderhandelingen met Oostenrijk hetzelfde bereiken voor zijn dorpen in de Hegau. Daarentegen werden in 1722 de dorpen Grimmelhausen en Fützen verkocht aan de Abdij Sankt Blasien.
In 1798 werd Schaffhausen deel van de Helvetische Republiek en wordt de stadstaat een kanton. Van het kanton Zürich werden in 1803 Stein am Rhein, Hemishofen, Ramsen en Dörflingen verworven, terwijl Ellikon aan Zürich werd afgestaan.
In 1839 vond een grenscorrectie plaats met het groothertogdom Baden. Epfelhofen werd afgestaan in ruil voor een gebied ten westen van Schleitheim.
De eerste treinverbinding kreeg Schaffhausen in 1857. In de Tweede Wereldoorlog werd de stad in 1944 het doel van een bomaanval van de VS.
Bargen · Beggingen · Beringen · Buch · Buchberg · Büttenhardt · Dörflingen · Gächlingen · Hallau · Hemishofen · Lohn · Löhningen · Merishausen · Neuhausen am Rheinfall · Neunkirch · Oberhallau · Ramsen · Rüdlingen · Schaffhausen · Schleitheim · Siblingen · Stein am Rhein · Stetten · Thayngen · Trasadingen · Wilchingen
Aargau · Appenzell Ausserrhoden · Appenzell Innerrhoden · Basel-Landschaft · Basel-Stadt · Bern · Fribourg · Genève · Glarus · Graubünden · Jura · Luzern · Neuchâtel · Nidwalden · Obwalden · Sankt Gallen · Schaffhausen · Schwyz · Solothurn · Thurgau · Ticino · Uri · Vaud · Wallis · Zug · Zürich